# Ben Venue
Ben Venue (gael. A' Bheinn Mheanbh) – szczyt w pasmie Ben Lomond, Luss i The Trossachs, w Grampianach Zachodnich. Leży w Szkocji, w regionie Stirling. 